# Parlamento (Antiguo Régimen, Francia)
Este artículo trata sobre una institución del Antiguo Régimen, que no debe confundirse con los Estados generales. Para la institución posrevolucionaria y la presente, véase Parlamento francés.

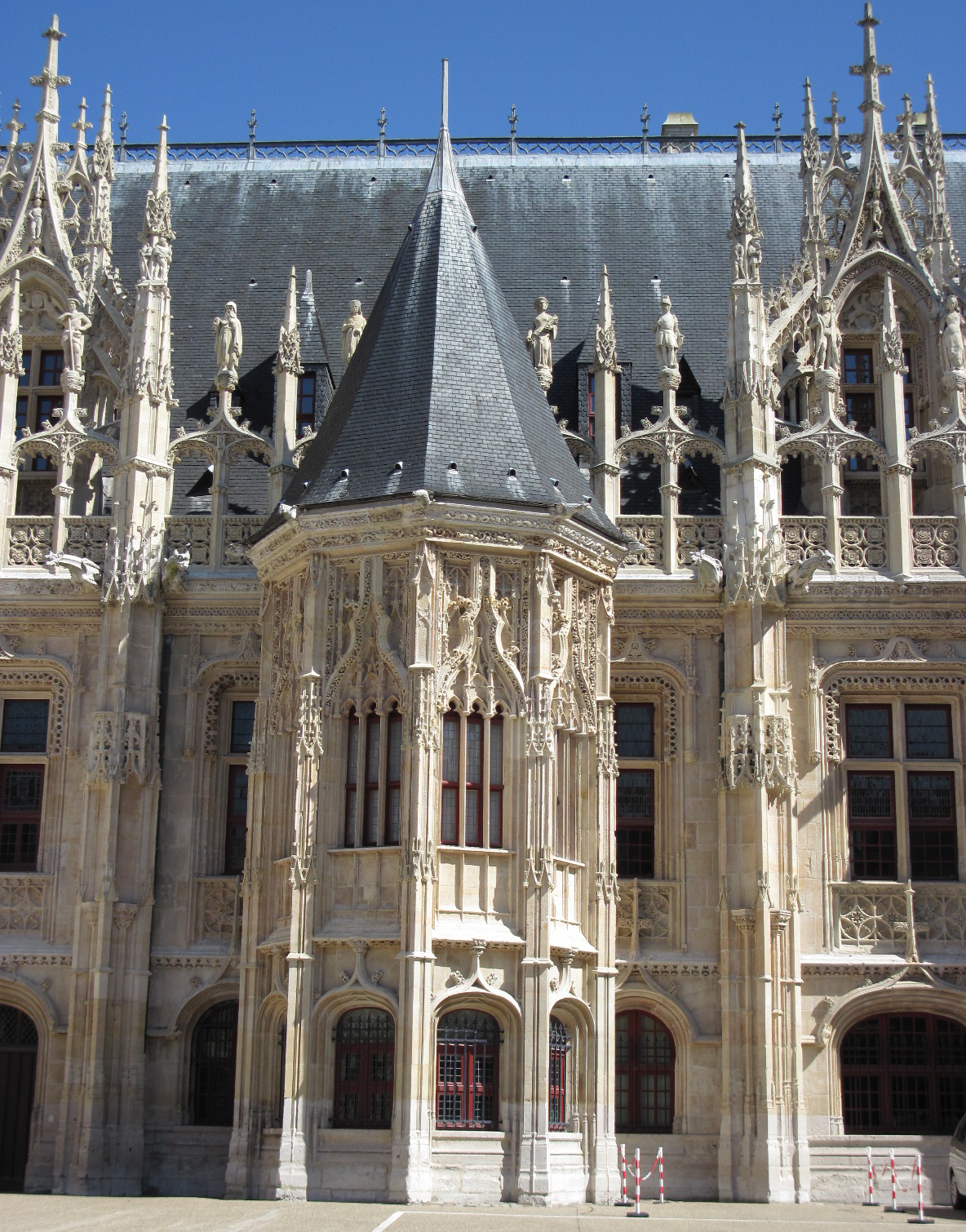
Antiguo parlamento de Normandía, en Rouen (hoy Palacio de justicia de Ruan)

Bajo el Antiguo Régimen en Francia, los parlamentos (en francés: parlement) eran cortes superiores de justicia provinciales. Tenían también poderes administrativos y políticos limitados. No eran "parlamentos" propiamente dichos. El parlamento estamental de la Monarquía francesa eran los Estados generales.

## Historia
El primer parlamento del Antiguo Régimen era una de las tres instituciones medievales entre las que se repartía el poder de la Corte real, o curia regis en latín. Se encargaba de los asuntos judiciales y está en el origen del Parlamento de París, creado en el siglo XIII. Las otras dos instituciones del poder real en París eran el Consejo del Rey (Conseil du roi) que trataba los asuntos políticos, y la Cámara de Cuentas (Chambre des comptes) que manejaba los asuntos económicos.
Originalmente solo existía el Parlamento de París, el cual sesionaba dentro del Palacio real medieval en la Île de la Cité, emplazamiento en el que se levantó posteriormente el actual Palacio de Justicia de París. El parlamento tenía dentro de su competencia territorial al reino entero, pero no dio ningún paso para ajustarse conforme los dominios del rey iban en aumento. En 1443, después de la guerra de los Cien Años, el rey Carlos VII de Francia otorgó a la provincia de Languedoc su propio parlamento en Toulouse, el primer parlement fuera de París; su jurisdicción se extendía sobre la mayor parte del sur de Francia. Desde 1443 hasta la revolución francesa muchos otros parlamentos fueron creados en las provincias de Francia, hasta el fin del antiguo régimen sesionaban parlamentos en Arras, Metz, Nancy, Colmar, Dijon, Besanzón, Grenoble, Aix, Perpiñán, Toulouse, Pau, Burdeos, Rennes y Ruan. Todas eran capitales administrativas de provincias con fuertes tradiciones históricas de independencia, algunas debido a su incorporación tardía al reino de Francia. Los parlamentarios detenían un cargo hereditario y constituían la llamada Nobleza de toga (noblesse de robe); eran la fuerza centrífuga más fuerte de Francia que era más variada en sus sistemas legales, impositivos y costumbristas, de lo que podía parecer bajo la figura aparentemente unificadora del rey. No obstante aquello, el parlamento de París tenía la más amplia competencia territorial de todos los parlamentos, cubriendo la mayor parte del norte y centro del país y se conocía simplemente como "el Parlement".
En algunas regiones los parlamentos provinciales también continuaron reuniéndose y legislando con un tinte de autogobierno y control sobre los impuestos dentro de su competencia. Los miembros de los parlamentos opinaban que su papel incluía participación activa en el proceso legislativo, lo que les trajo conflictos que fueron en aumento según se iba afianzando la monarquía absolutista. Un ejemplo de esto es el lit de justice, un procedimiento usado por el monarca para forzar el registro de edictos cuando un parlamento se oponía.  En 1598, Henri IV tuvo que desplazarse personalmente hasta cada parlamento de Francia para obligarles a registrar el Edicto de Nantes mediante unos lits de justice.
En 1673, Luis XIV prohibió a los parlamentos que expresaran todo tipo de disconformidad antes de registrar los edictos reales (el "derecho de reprimenda"), y limitó sus poderes durante todo su reinado. Después de su muerte en 1715, los parlamentos negociaron con el regente Felipe II de Orleans que restableció sus derechos políticos.

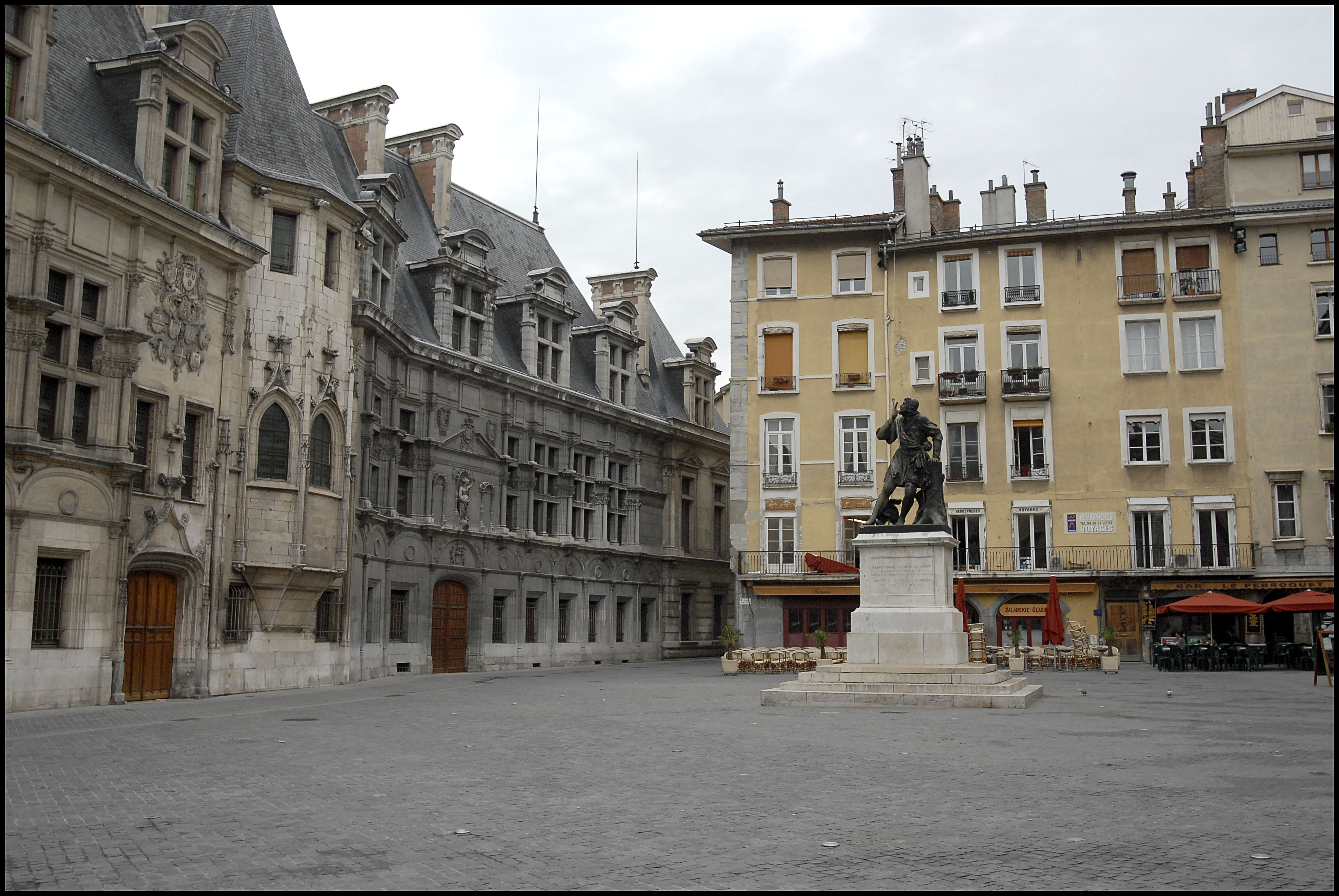
A la izquierda, Palacio del Parlamento del Delfinado, en Grenoble.

A partir de 1750, los parlamentos bloquearon las reformas fiscales intentadas por el poder real, en particular las destinadas a establecer una forma de igualdad ante los impuestos. Luis XV, frustrado de no poder llevar a cabo medidas destinadas a mejorar las finanzas del país, decidió entonces limitar de nuevo las atribuciones políticas de los parlamentos: en 1771 el canciller de Maupeou reformó el parlamento de París dividiéndolo en 6 circunscripciones y suprimiendo la venta y herencia de los oficios de los magistrados: estos iban a ser de ahora en adelante nombrados por el rey y retribuidos por el Estado. Esta reforma suscitó fuertes críticas por parte de la nobleza, cuyos privilegios siempre habían sido defendidos por los parlamentos, pero fue aplaudida por personas como Voltaire.
En 1774 Luis XVI, aconsejado por el conde de Maurepas, despidió a de Maupeou nada más subir al trono y mandó a su nuevo canciller, Malesherbes, deshacer la reforma de los parlamentos y restablecer a los antiguos magistrados, pensando así ganarse el apoyo de los nobles. Estos pudieron así ejercer presiones sobre el Rey durante todo su reinado para que despidiera sucesivamente a los ministros que intentaron reformas profundas, como Turgot o Necker.
Los parlamentos provinciales jugaron un papel destacado en la agitación prerrevolucionaria de los años 1780. Erigiéndose en defensores del pueblo contra el "despotismo" real cuando en realidad defendían el poder de la nobleza provinciana, fueron apoyados por parte de la ciudadanía. Pero al impedir toda reforma, abrieron el camino de la Revolución francesa de la que fueron las primeras víctimas: a partir de 1790, la Asamblea Constituyente suprimió los parlamentos y creó tribunales cuyos jueces eran nombrados y pagados por el Estado.

## Lista de los parlamentos provinciales de Francia bajo el Antiguo Régimen

Parlamento
Consejo soberano
Consejo provincial
Territorio no perteneciente a Francia bajo el Antiguo Régimen en 1789

La fecha indica la creación del "parlamento".
- Île-de-France (París, c.1260)
- Languedoc (Parlamento de Toulouse, 1443)
- Delfinado (Grenoble, 1453)
- Guyena y Gascuña (Burdeos, 1462)
- Borgoña (Parlamento de Dijon, 1477)
- Normandía (Ruan, 1499/1515)
- Provenza (Parlamento de Aix, 1501)
- Dombes (Trévoux, 1523-1771)
- Savoya (Chambéry, 1537-1559)
- Bretaña (Rennes, brevemente en Nantes, 1553)
- Béarn (Pau, 1620)
- Trois-Évêchés (Metz, 1633)
- Artois (consejos provinciales en Arras, 1640)
- Rosellón (consejos soberanos en Perpiñán, 1660)
- Alsacia (capital Estrasburgo, consejos soberanos en Colmar, 1667)
- Flandes y Hainaut (capital Lille, parlamento primero en Tournai, luego en Douai 1686)
- Franco Condado (Besanzón 1676; primero en Dôle (1422))
- Córcega (cons. sob. en Bastia, 1768)
- Lorena (Nancy, 1776)

## Actividad legislativa y judicial
Los parlamentos no eran cuerpos legislativos ni políticos sino cortes de apelación y de casación. Los magistrados del parlamento podían establecer reglamentos (arrêts de règlement) para la aplicación de los edictos reales, basándose en prácticas consuetudinarias fijadas por la jurisprudencia derivada de sus sentencias. Esos derechos fundamentales de las provincias constituían unas trescientas jurisdicciones en Francia. Para acceder al cargo de magistrado de esas cortes era necesario poseer un oficio que compraban a la autoridad real, y esa posición era hereditaria haciendo el pago de un impuesto al rey (la Paulette). Constituían la nobleza de toga.

## Actividad política

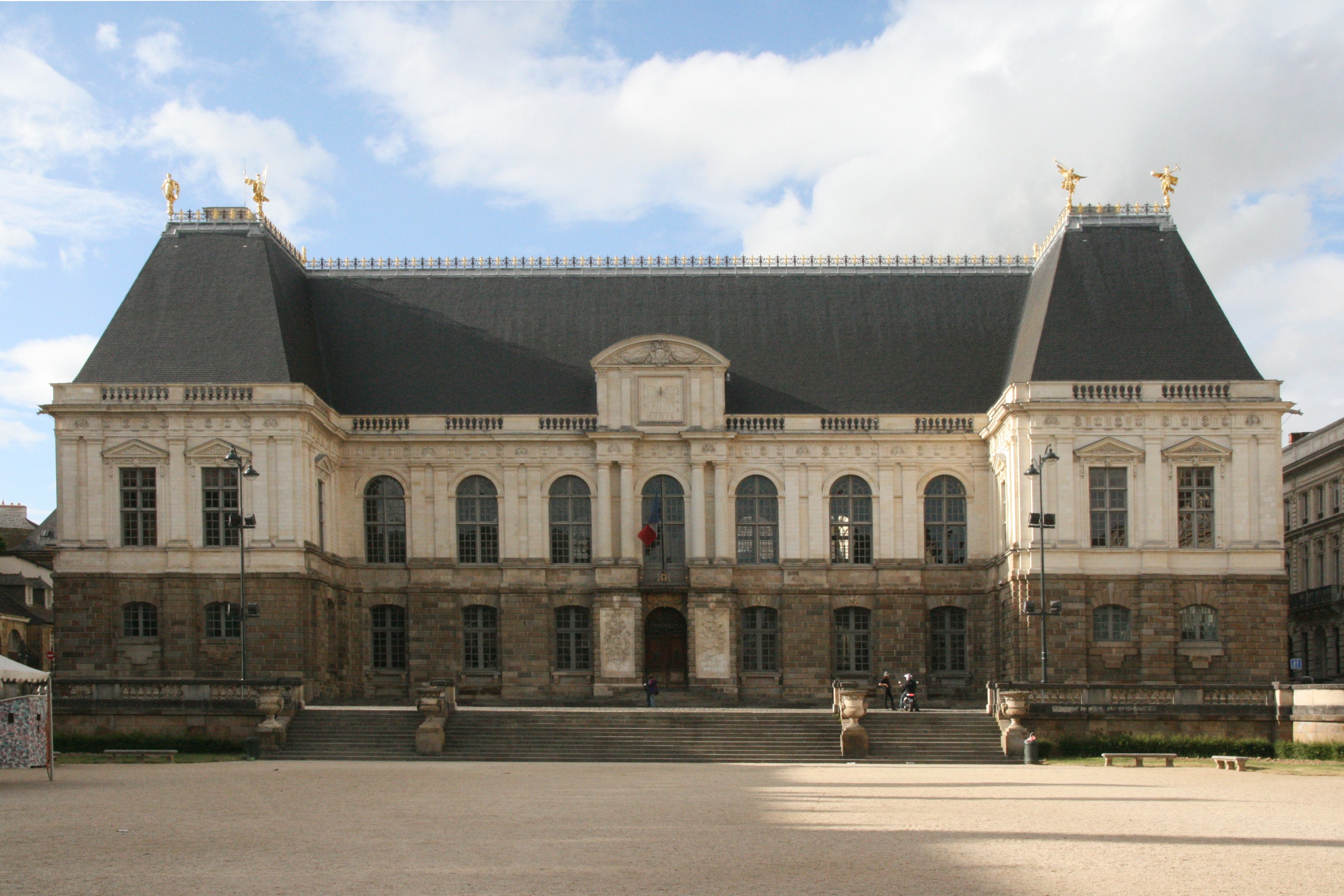
Antiguo parlamento de Bretaña, en Rennes.

También podían negarse a registrar las leyes que consideraran contradictorias con los derechos fundamentales de la provincia, la coûtume local, haciendo uso de su "derecho de reprimenda" (droit de remontrance) por el que manifestaban formalmente su desacuerdo al rey. Algunos parlamentos, particularmente el de París, gradualmente adquirieron el hábito de negar la promulgación de la legislación con la que ellos no estaban de acuerdo hasta que el rey imponía un lit de justice o enviaba una lettre de jussion para doblegarlos.
En varios periodos de la historia de Francia la rebeldía de los parlamentos fue la expresión de la resistencia de la nobleza al poder real, como durante la Fronda, de 1648 a 1652. En años anteriores a la Revolución francesa, su intención de preservar las instituciones dominadas por la nobleza, y sus privilegios, impidió que Francia llevara a cabo importantes reformas, especialmente en materia tributaria.
Esta conducta es una de las razones por las cuales desde la Revolución francesa, las cortes tienen prohibido por el artículo quinto del código napoleónico realizar funciones materialmente legislativas, siendo su único mandato la interpretación de la ley.

## Procesos jurisdiccionales
En procesos civiles al juez debían pagársele épices esto se pagaba por las partes. La justicia civil estaba fuera del alcance de la mayoría de la población, exceptuando a los ricos y a los que tuvieran buenas conexiones.

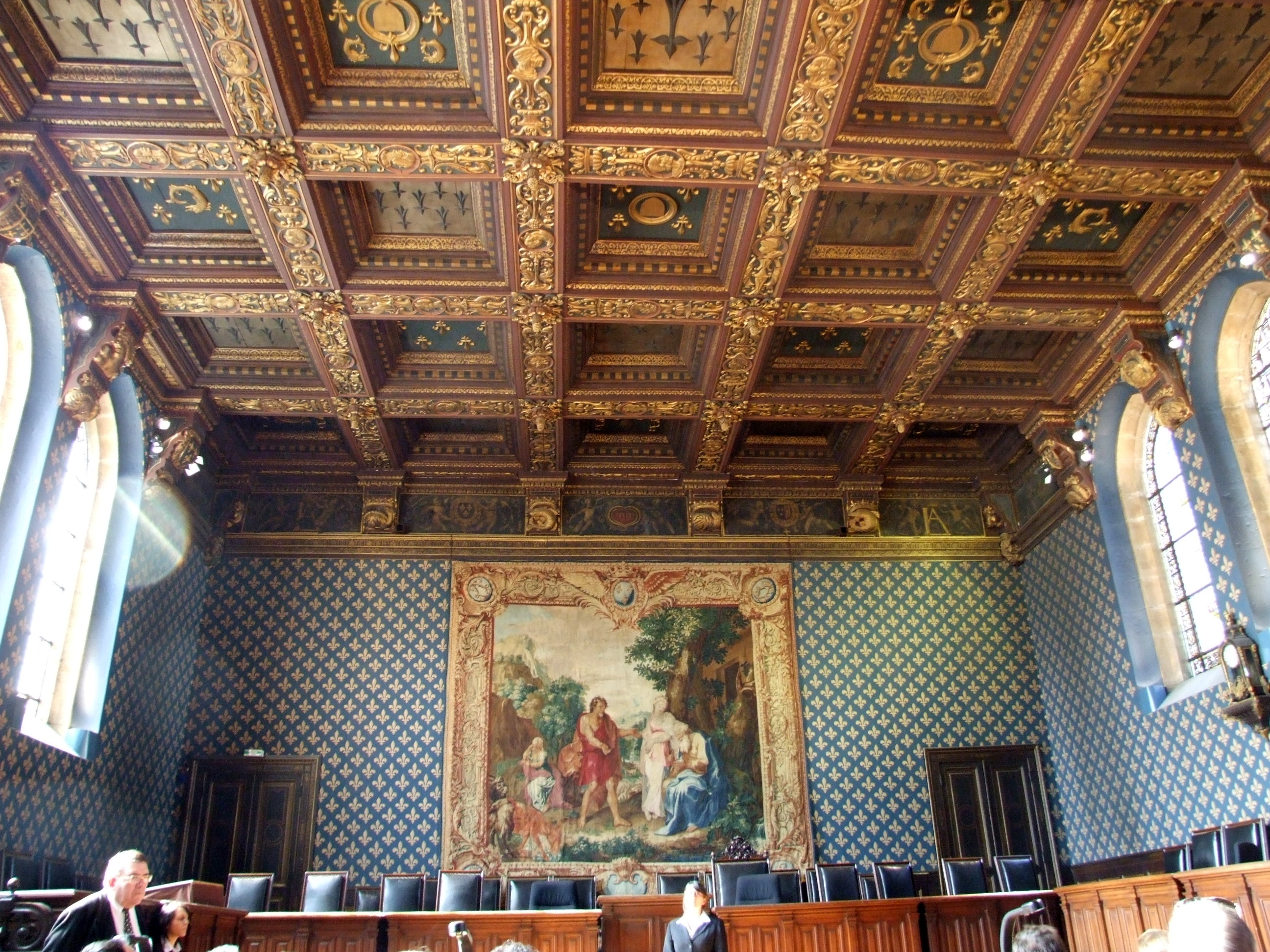
Una sala del tribunal de Dijon, situado en el edificio del antiguo parlamento de Borgoña.

En lo que concierne a la justicia criminal, los procesos eran marcadamente arcaicos. Los jueces podían ordenar que los sospechosos fueran torturados con el objeto de obtener confesiones, o para inducirlos a inculpar a otros. Existían dos formas de tortura la ordinaria y la extraordinaria distinguiéndose estas por la tremenda brutalidad de la segunda. Existía poca presunción de inocencia si el sospechoso pertenecía al tercer estado. La sentencia de muerte podía ser pronunciada por una gran variedad de crímenes, que incluían desde el robo en el que la pena variaba según la clase social de la víctima y la pena podía realizarse a través de ahorcamiento, decapitación (con espada para los nobles) y la hoguera para los herejes. Algunos crímenes tenían castigos aún peores que estos como el regicidio.
La tortura judicial y los métodos crueles de ejecutar la pena máxima fueron abolidos por Luis XVI en el año 1788.

## Parlamento de París
Creado a partir del Consejo del Rey en 1307, fue el único parlamento existente en Francia hasta el final de la guerra de los Cien Años. Se encontraba en el interior del palacio real de la Île de la Cité, en el emplazamiento del actual Palacio de justicia de París. Su jurisdicción cubría la extensión del reino de Francia en el siglo XIV, pero no se amplió a los nuevos dominios que el rey adquiría. En 1443, al terminar la guerra de los Cien Años, el Rey Carlos VII de Francia dotó a la provincia de Languedoc de su propia corte superior de justicia, el Parlamento de Toulouse, que fue la primera corte provincial. Su jurisdicción se extendía sobre la mayor parte del sur de Francia.
Hasta el estallido de la Revolución francesa, otros parlamentos fueron creados en algunas provincias. Debido a la gran diversidad de los sistemas legales e impositivos en vigor en la Francia del Antiguo Régimen, los magistrados de esas cortes (la nobleza de toga provincial) representaban una potente fuerza descentralizadora a menudo enfrentada al poder centralista del rey. El parlamento de París tenía la más extendida de las jurisdicciones, que cubría la mayor parte del norte y centro del país. Al ser la corte del rey, último recurso judicial, mantuvo preponderancia sobre los demás parlamentos. Por ello se conocía al parlamento de París simplemente como "el Parlamento".

## Parlamento de Toulouse
Constituido de manera similar al parlamento de París, el Parlamento de Toulouse fue creado en 1420 pero se estableció definitivamente por edictos de 1437 y 1443 del rey Carlos VII como una corte de apelación de justicia civil, criminal y eclesiástica para la región de Languedoc, incluyendo Quercy, el Condado de Foix y Armañac. Fue el primer parlamento en el sur de Francia, y ganó prestigio por la distancia que tenía de París y por la diferencia del sistema legal en el sur y el norte de Francia.
El cuatro de junio de 1444, el nuevo parlamento de Toulouse se mudó un recinto en el château narbonnais en Toulouse; su entró en funciones oficialmente el día once de noviembre de ese mismo año.
El caso más famoso juzgado por el "parlement" de Toulouse fue el caso Calas, en el que el 9 de marzo de 1762 Jean Calas fue condenado a muerte de manera arbitraria.

## Uso actual
En la Francia del siglo XXI el término parlement se refiere a las dos cámaras que se encargan del poder legislativo: la Asamblea Nacional y el Senado.

### Libros
- Bluche, François. L'Ancien régime: Institutions et société. Colección: Livre de poche. Paris: Fallois, 1993. ISBN 2-253-06423-8 (en francés)
- Jouanna, Arlette and Jacqueline Boucher, Dominique Biloghi, Guy Thiec. Histoire et dictionnaire des Guerres de religion. Colección: Bouquins. Paris: Laffont, 1998. ISBN 2-221-07425-4 (en francés)
- Pillorget, René and Suzanne Pillorget. France Baroque, France Classique 1589-1715. Collection: Bouquins. Paris: Laffont, 1995. ISBN 2-221-08110-2 (en francés)
- Saint-Bonnet, François. “Le contrôle a posteriori : les parlements de l’Ancien Régime et la neutralisation de la loi”. Les Cahiers du Conseil constitutionnel, N.º 28 (2010). (en francés)

- Datos: Q1936090
- Multimedia: Parlements / Q1936090